# Усадьба Липгарта
Усадьба Липгарта (дом Липгарта) — историческое здание XX века с садом в Коломне, в историческом районе Щурово (современный адрес: Молодёжная улица, 1). Объект культурного наследия регионального значения.

## История
Загородный особняк построен для владельца расположенного поблизости цементного завода Эмиля Липгарта в 1900-х гг. В 1917 году семья Липгартов продала предприятие, в 1918 году эмигрировала. В доме заседал первый Совет села Щурова, потом размещался клуб юного техника. В XXI веке здание полностью заброшено, многие детали утрачены. Сохранился сад с ценными породами деревьев и кустарников. Планируется восстановление дома и утраченных хозяйственных построек, а также размещение музея на части помещений дома.

## Архитектура
Дом — одно из немногих зданий Коломны в стиле модерн. Здание кирпичное со штукатурной отделкой и деревянными элементами, двухэтажное, хозяйственная часть здания при этом пониженная. Конфигурация плана и композиция сложная, асимметричная, все фасады индивидуальны. В сторону сада обращена терраса, ранее остеклённая. Главный и садовый фасады разделяет многогранная башня на углу, первоначально увенчанная деревянным шатром (не сохранился). Первоначально дом завершался далеко вынесенным деревянным карнизом с фигурными кронштейнами, но они также утрачены. Декор здания достаточно простой и состоит из имитации кирпичной кладки поверх штукатурки, оконных обрамлений и ленточных фризов. Планировка здания коридорная. Комнаты, из которых некоторые имеют сложную форму, изолированные.